# Rów Wolicki
Rów Wolicki (inne nazwy: Kanał Wolicki, Rów Klimczaka) – rów wodny w Warszawie, w dzielnicy Wilanów.

## Położenie i charakterystyka
Rów znajduje się w dzielnicy Wilanów, na terenie Miasteczka Wilanów, jest prawobrzeżnym dopływem Potoku Służewieckiego. Według państwowego rejestru nazw geograficznych początek rowu położony jest w rejonie ul. Pamiętnej, a ujście do Potoku Służewieckiego niedaleko ul. Przyczółkowej. Ciek biegnie wzdłuż ulicy Franciszka Klimczaka, po jej północnym obrzeżu, a także wzdłuż ulicy Prymasa Augusta Hlonda.
Długość rowu wynosi 1,78 km. Szerokość dna to 1 m, korony 2–5 m. Głębokość wynosi 1,0–2,5 m, średnio 1,5 m. Zaliczany jest do urządzeń melioracji podstawowych Warszawy. Zasilany jest wodami gruntowymi spod skarpy warszawskiej z terenu dawnej wsi Wolica, a także deszczówką z dachów pobliskich osiedli.
Rów został przebudowany w okresie 2004–2006 przez Prokom Investments w ramach realizacji projektu Miasteczka Wilanów. Wzdłuż kanału i ulicy Franciszka Klimczaka zaprojektowano wtedy zieleń parkową mającą nawiązywać pejzażem do mazowieckich łąk. Ciek tworzy ciąg zbiorników retencyjno-przepływowych z przepustami piętrzącymi. Na jego biegu znajduje się podczyszczalnia. Jego rozbudowa miała na celu odciążenie Potoku Służewieckiego w zakresie odprowadzania wody deszczowej z terenu Wilanowa.
Część biegu rowu położona jest na terenie otuliny rezerwatu przyrody Skarpa Ursynowska i Warszawskiego Obszaru Chronionego Krajobrazu. Nad jego brzegiem znajdują się dwie wierzby kruche chronione jako pomniki przyrody (nr INSPIRE: PL.ZIPOP.1393.PP.1465011.3097).